# John McWhorter
John McWhorter (ur. 6 października 1965) – amerykański językoznawca. Specjalizuje się w problematyce zmienności języka i kontaktach językowych. Jego działalność naukowo-badawcza skoncentrowana jest na procesach kreolizacji oraz zmianach gramatycznych powstałych pod wpływem czynników socjohistorycznych. 
W 1985 r. ukończył studia z zakresu języka francuskiego i romanistyki na Uniwersytecie Rutgersa. Stopień magistra uzyskał w 1987 r. na Uniwersytecie Nowojorskim.
Doktorat z zakresu językoznawstwa otrzymał w 1993 r. na Uniwersytecie Stanforda.
Regularnie wypowiada się o kwestiach językowych i problematyce rasowej, prowadzi kolumny w pismach amerykańskich. Współpracuje z Time i CNN.

## Wybrana twórczość
- The Power of Babel (2003)
- Doing Our Own Thing: The Degradation of Language and Music and Why We Should, Like, Care (2003)
- Our Magnificent Bastard Tongue: The Untold History of English (2009)
- The Language Hoax: Why the World Looks the Same in Any Language (2014)
- Words on the Move: Why English Won't - And Can't - Sit Still (Like, Literally) (2016)